# Messer für Frau Müller
Messer für Frau Müller (russisch Нож для фрау Мюллер) ist ein Musikprojekt aus Sankt Petersburg.

## Geschichte
Im Jahr 1991 gründeten der Keyboarder Oleg Kostrow und der Gitarrist Oleg Gitarkin das Duo Messer für Frau Müller, das aus Klangschnipseln aus Easy-Listening-Versatzstücken und alten Filmen Musik kompiliert. Dazu werden immer wieder deutsche, russische und englische Sprachfetzen aus Kinofilmen in die Musik eingestreut.
Neben Bass, E-Gitarre und Schlagzeug verwendet die Band ein Theremin, ein elektronisches Instrument.
1998 gründete Oleg Gitarkin ein Nebenprojekt namens Messer Chups.

## Diskografie
Alben
- 1996: Icicles Murderers
- 1999: Allo Superman!
- 2000: Hyper Utesov Presents
- 2000: Second Hand Dreams
- 2000: Little Joys
- 2001: Happy End Dead
- 2005: Remixodelica
- 2006: Triangle Dot & Devil
- 2007: Danger: Retrobolik
- 2008: Wake Up the Dead